# Brestovac (Kroatië)
Brestovac (Hongaars: Bresztovác) is een gemeente in de Kroatische provincie Požega-Slavonië.
Brestovac telt 4028 inwoners. De oppervlakte bedraagt 279,24 km², de bevolkingsdichtheid is 14,4 inwoners per km².
Steden (gradovi): Požega · Kutjevo · Lipik · Pakrac · Pleternica

Gemeenten (općine): Brestovac · Čaglin · Jakšić · Kaptol · Velika